# Armous-et-Cau
Armous-et-Cau ist eine französische Gemeinde mit 95 Einwohnern (Stand 1. Januar 2022) im Département Gers in der Region Okzitanien. Sie gehört zum Kanton Pardiac-Rivière-Basse und zum Arrondissement Mirande. 
Sie grenzt im Nordwesten an Louslitges, im Norden an Gazax-et-Baccarisse, im Nordosten an Bassoues, im Osten an Mascaras, im Südosten an Scieurac-et-Flourès, im Süden an Tourdun und im Südwesten an Courties.

## Bevölkerungsentwicklung

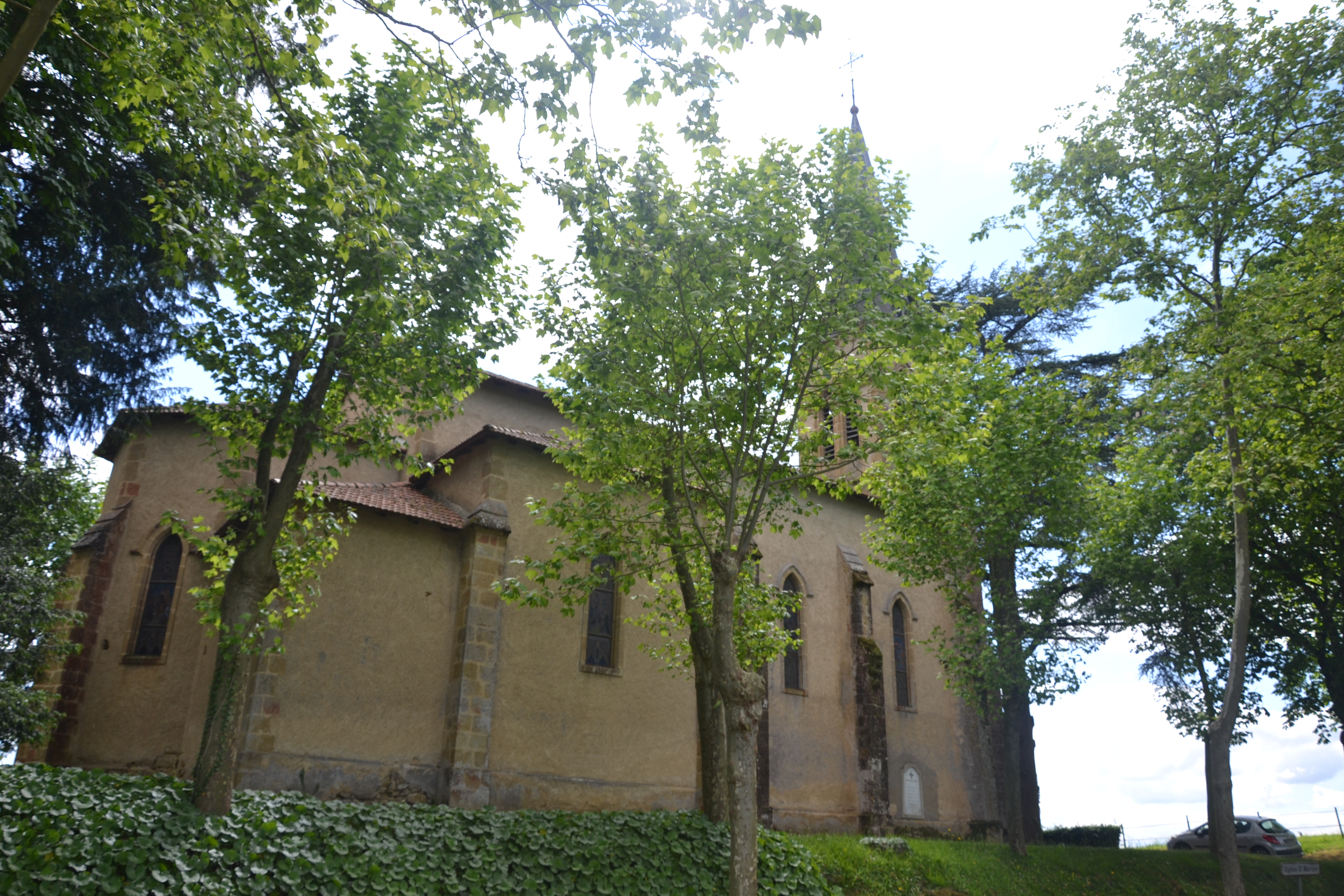
Kirche Saint-Martin

| Jahr                       | 1962 | 1968 | 1975 | 1982 | 1990 | 1999 | 2008 | 2016 |
| -------------------------- | ---- | ---- | ---- | ---- | ---- | ---- | ---- | ---- |
| Einwohner                  | 126  | 117  | 104  | 81   | 82   | 90   | 95   | 86   |
| Quellen: Cassini und INSEE |      |      |      |      |      |      |      |      |